# علی عجم
علی عجم (زاده ۱۳۲۸) نماینده دور اول مجلس شورای اسلامی از حوزه انتخابیه مشهد و نامزد دور دوم و سوم مجلس از جناح اصلاح‌طلب و چپ بود. وی دبیر مجمع روحانیون مبارز استان خراسان و رئیس مجمع اصلاح‌طلبان خراسان و از روحانیون سرشناس اصلاح‌طلب خراسان است.

## زندگی‌نامه
زاده روستای زیبد شهرستان گناباد سال ۱۳۲۸ یکی از مبارزان علیه حکومت محمدرضا پهلوی در انقلاب ۵۷ بوده و به جریان نو اندیش در میان جامعه روحانیت قبل از انقلاب تعلق دارد. وی دانش‌آموخته حوزه علمیه مشهد است و با بسیاری از روحانیون از جمله سید علی خامنه‌ای، سید عبدالکریم هاشمی‌نژاد، سیدرضا کامیاب، احمد قابل و علی تهرانی همدوره و همراه بوده‌است. و دارای تحصیلات حوزوی  است